# شطرنج القائد

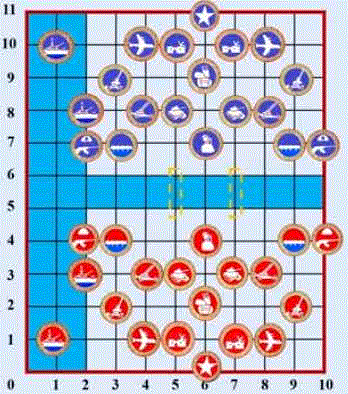
رقعة شطرنج القائد

شطرنج القائد (بالفيتنامية: Cờ tư lệnh)‏ هو نوع من ألعاب الطاولة التي أنشأها العقيد والكاتب الفيتنامي نجوين كوي هاي. من حيث القواعد وشكل اللعب، يمكن أن يكون هذا النوع من الشطرنج مناسبًا لجميع الأعمار.

## اللعب[4]

### الإعداد
رقعة الشطرنج مستطيلة الشكل، وتتكون من 11 خطًا رأسيًا و 12 خطًا أفقيًا تتقاطع لتشكل 132 تقاطعًا. يوجد فراغ وهو النهر (أزرق غامق). النهر أفقي، يقسم رقعة الشطرنج إلى جزأين متماثلين متساويين يسمى الخط الأمامي. يوجد على النهر (الخط الأمامي) قسمان للمياه الضحلة، ما تبقى من النهر هو مياه عميقة.
على يسار لوحة اللاعب الأول، على يمين رقعة الشطرنج للاعب الثاني، يوجد صفان من المربعات تمتد على طول الخطين الأماميين اللذين يطلق عليهما اسم البحر (مطبوع باللون الأزرق الداكن).

### القطع
لكل لاعب 19 قطعة من 11 نوعًا مختلفًا تتكون من :
- 02 جندي مشاة
- 02 مهندس
- 01 ميليشيا
- 02 مدفع مضاد للطائرات
- 02 دبابة
- 02 مدفعية
- 01 صاروخ
- 02 حاملة طائرات
- 02 طائرة
- 02 مقر
- 01 قائد

### قواعد الحركة
تتحرك القطع كالتالي :
| القطعة                      | الحركة                                                                 | الالتقاط                                                                                       | خصائص خاصة |
| جندي المشاة (In)            | خطوة واحدة على طول الخطوط في البر فقط                                  | يلتقط كما يتحرك يلتقط القطع في البحر من دون حركة                                               | يمكنه عبور النهر من دون المرور بالمياه الضحلة |
| المهندس (E)                 | خطوة واحدة على طول الخطوط في البر فقط                                  | يلتقط كما يتحرك يلتقط القطع في البحر من دون حركة                                               | يمكنه عبور النهر من دون المرور بالمياه الضحلة يستطيع حمل القطع (انظر أدناه) |
| الميليشيا (M)               | خطوة واحدة على طول الخطوط أو قطريًّا في البر فقط                         | تلتقط كما تتحرك تلتقط القطع في البحر من دون حركة                                               | يمكنها عبور النهر من دون المرور بالمياه الضحلة |
| المدفع المضاد للطائرات (Aa) | خطوة واحدة على طول الخطوط في البر فقط                                  | يلتقط كما يتحرك يلتقط القطع في البحر من دون حركة                                               | لا يمكنه عبور النهر إلَّا من المياه الضحلة أو ركوب المهندس أو عند التقاط قطعة أي طائرة تمر في مجال حركتها يتم إسقاطها                                                                   |
| الدبابة (T)                 | خطوة أو خطوتين على طول الخطوط دون تخطي في البر فقط                     | تلتقط كما تتحرك تلتقط القطع في البحر من دون حركة                                               | يمكنها عبور النهر من دون المرور بالمياه الضحلة تستطيع حمل القطع (انظر أدناه) |
| المدفعية (A)                | خطوة أو خطوتين أو 3 على طول الخطوط أو قطريًّا دون تخطي في البر فقط       | تلتقط كما تتحرك تلتقط القطع في البحر من دون حركة يمكنها التخطي أثناء الالتقاط                  | لا يمكنها عبور النهر إلَّا من المياه الضحلة أو ركوب المهندس أو عند التقاط قطعة |
| الصاروخ (Ms)                | خطوة أو خطوتين على طول الخطوط دون تخطي أو خطوة واحدة قطريًّا في البر فقط | يلتقط كما يتحرك يلتقط القطع في البحر من دون حركة يمكنه التخطي أثناء الالتقاط                   | لا يمكنه عبور النهر إلَّا من المياه الضحلة أو ركوب المهندس أو عند التقاط قطعة أي طائرة تمر في مجال حركته يتم إسقاطها                                                                    |
| حاملة الطائرات (N)          | من خطوة إلى 4 خطوات على طول الخطوط أو قطريًّا من دون التخطي في البحر فقط | تلتقط في البحر كما تتحرك تلتقط القطع في البر من خطوة إلى 3 خطوات دون حركة مع القدرة على التخطي | لا يمكنها تجاوز المياه الضحلة يمكنها أن تلتقط قطعة في البر ثم قطعة في البحر في نفس الدور أي طائرة تمر بجانبها يتم إسقاطها تستطيع حمل القطع (انظر أدناه)                               |
| الطائرة (Af)                | من خطوة إلى 4 خطوات على طول الخطوط أو قطريًّا ويمكنها التخطي في البر فقط | تلتقط كما تتحرك تلتقط القطع من دون حركة عند التقاط طائرة مثلها فعليها الحركة                   | يمكنها عبور النهر من دون المرور بالمياه الضحلة تستطيع حمل القطع (انظر أدناه) |
| المقر (H)                   | لا يتحرك                                                               | لا يلتقط                                                                                       | يعمل كحماية للقائد (انظر أدناه) |
| القائد (C)                  | يتحرك أي عدد من الخطوات اختياريًّا على طول الخطوط من دون تخطي            | يلتقط خطوة واحدة فقط على طول الخطوط يلتقط القطع في البحر من دون حركة                           | يمكنه عبور النهر من دون المرور بالمياه الضحلة لا يمكن للقائد أن يقابل القائد الآخر أو حتى أن يتجاوز منطقة يمكن للقائد الخصم التحرك فيها حتى إن كانت محمية إلَّا في حال وجود قطعة بينهما |
| --------------------------- | ---------------------------------------------------------------------- | ---------------------------------------------------------------------------------------------- | --- |

### قواعد الحمل
في اللعبة يمكن لخمس قطع حمل قطع أخرى والتحرك بها :
- المهندس يحمل كل من المدفع المضاد للطائرات والمدفعية والصاروخ
- الدبابة تحمل كل من الجندي والميليشيا والقائد
- الطائرة تحمل كل من الجندي والميليشيا والقائد والدبابة
- حاملة الطائرات تحمل كل من الجندي والميليشيا والقائد والدبابة والطائرة
- المقر يحمل القائد فقط

### البطولة
تعتبر بمثابة ترقية في اللعبة فإن أي قطعة (باستثناء القائد والمقر) توقع القائد في شيك تصير قطعة بطولية فورًا وتتغير طريقة حركتها والتقاطها كالتالي:
- كل من الجندي والمهندس والمدفع المضاد للطائرات يصير بإمكانه التحرك والالتقاط خطوة أو خطوتين على طول الخطوط أو قطريًّا دون تخطي وكذلك سيصير بإمكانهم التحرك في البحر المدفع المضاد للطائرات سيكون بإمكانه عبور النهر دون المرور من المياه الضحلة وكذلك يتوسع مجاله المضاد للطائرات وسيتمكن من التخطي أثناء الالتقاط
- الميليشيا لن تتغير طريقة حركتها إلَّا أنها ستتمتع بالقدرة على التحرك في البحر
- الدبابة يصير بإمكانها التحرك والالتقاط من خطوة إلى 3 خطوات على طول الخطوط أو قطريًّا من دون تخطي بالإضافة إلى إمكانية التحرك في البحر
- المدفعية يصير بإمكانها التحرك والالتقاط من خطوة إلى 4 خطوات من دون تخطي إلَّا عند الالتقاط و التحرك في البحر وعبور النهر دون المرور من المياه الضحلة
- الصاروخ يصير بإمكانه التحرك والالتقاط من خطوة إلى 3 خطوات على طول الخطوط أو خطوة إلى خطوتين قطريًّا من دون تخطي إلَّا عند الالتقاط والتحرك في البحر و عبور النهر من دون المرور بالمياه الضحلة ويتوسع مجاله المضاد للطائرات
- حاملة الطائرات يصير بإمكانها التحرك والالتقاط في البحر من خطوة إلى 5 خطوات دون تخطي والالتقاط في البر من خطوة إلى 4 خطوات مع القدرة على التخطي مجالها المضاد للطائرات لن يتوسع لن تتمكن من تجاوز المياه الضحلة
- الطائرة يصير بإمكانها التحرك والالتقاط من خطوة إلى 5 خطوات مع القدرة على التخطي والتحرك في البحر وكذلك لن تتأثر بالقطع المضادة للطائرات (أي المدفع المضاد للطائرات والصاروخ وحاملة الطائرات)

### قواعد أخرى:
- لا يوجد حد للقطع التي يمكن حملها في قطع الحمل
- يمكن إخراج جميع القطع المكدسة في نفس الدور بالإضافة للقطعة الحاملة
- عند التقاط قطع مكدسة فإن جميع تلك قطع يتم إزالتها (باستثناء حالة المقر)
- عندما يكون القائد في المقر فإنه يكون محميًّا من جميع القطع باستثناء الطائرة والمدفعية وحاملة الطائرات،باقي قطع عليها أن تقوم بتدمير المقر أولًا
- عندما تصير أحد القطع بطولية فإن قواعد الحمل لا تتغير
- عندما تقوم طائرة غير بطولية بالتقاط قطعة بالمرور من مجال أحد القطع المضادة للطائرات فإن التقاطها يكون قانونيًّا ويتم إزالتهما مع بعض (إلَّا إذا كانت تلك القطعة عبارة عن قائد فيتم إزالة الطائرة فقط)
- عندما تقوم طائرة غير بطولية بالتقاط قطعة مضادة للطائرات يتم إزالتهما مع بعض
- في بعض ألعاب المبتدئين يتم إزالة المهندسين
- في بعض الألعاب يمكن جعل ترتيب القطع اختياريًّا[5]

### طريقة الفوز:
على عكس أغلب متغيرات الشطرنج فإن شطرنج القائد يملك 4 طرق للفوز هي :
1. وضع شيك مات للقائد
2. تدمير القوة الجوية (الطائرتان)
3. تدمير القوة البحرية (حاملتا الطائرات)
4. تدمير القوة البرية (الجنديان والدبابتان والمدفعيتان)

في بعض الألعاب يمكن جعل الطريقة الوحيدة للفوز هي شيك مات للقائد لكن هذا يضيف قاعدة جديدة هي أن آخر قطعة تبقى مع القائد تصير قطعة بطولية